# Асимметрический атом
Асимметрический атом — атом многовалентного элемента (например, углерода, азота), к которому по валентным связям присоединены неодинаковые атомные группы или неодинаковые атомы других элементов.
Асимметрический атом в структурных химических формулах может при необходимости отмечаться звёздочкой.
Асимметрическими атомами кроме атомов углерода могут быть атомы других элементов, например, {\displaystyle {\ce {Si, N, P, As}}}. Роль одного из заместителей валентной связи может играть неподелённая электронная пара, например, у атома {\displaystyle {\ce {P}}} в фосфинах (II).
Наличие асимметрических атомов в молекуле — наиболее частая причина её хиральности, а, следовательно, и оптической активности. Молекулы, в которых содержатся {\displaystyle n} асимметрических атомов, могут существовать в виде {\displaystyle 2^{n}} пространственных изомеров: например, химические соединения с одним асимметричным атомом существуют в виде 1 пары оптических изомеров — энантиомеров.